# فيرا د. روبين
فيرا د. روبين (بالإنجليزية: Vera D. Rubin)‏ هي عالمة الإنسان أمريكية، ولدت في 1911 في موسكو في روسيا، وتوفيت في 7 فبراير 1985.